# Víctor Manuel Gerena
Víctor Manuel Gerena (født 24. juni 1958) er en amerikaner, der er eftersøgt af det amerikanske forbundspoliti FBI for det såkaldte White Eagle røveri i september 1983, der blev begået mod en Wells Fargo pengehåndteringscentral, hvor Gerena var ansat. Udbyttet var 7 millioner $ i kontanter og var på daværende tidspunkt det største kontantrøveri i USA.
Den 14. maj 1984 blev Gerena den 386. eftersøgte på FBI's liste over de 10 mest eftersøgte personer. Han er fortsat på fri fod, og den 11. april 2010 var han den eftersøgte, der har været længst tid på listen nogensinde. Gerena blev fjernet fra listen den 15. december 2016 efter 32 år. Gerena formodes at leve i Cuba.
FBI har udlovet en dusør på 1 million $ for oplysninger, der kan føre til pågribelsen af Gerena.